# Life's About to Get Good
«Life's About to Get Good» — перший сингл п'ятого студійного альбому канадської кантрі-співачки Шанаї Твейн — «Now» (2017). У США і Канаді пісня вийшла 5 червня 2017. Пісня написана Роном Аніелло, Меттью Комою та Шанаєю Твейн.

## Список пісень
Цифрове завантаження
1. Life's About to Get Good — 3:40

## Чарти
Тижневі чарти
| Чарт (2017)                               | Місце |
| ----------------------------------------- | ----- |
| Belgium (Ultratop 50 Flanders) (Фландрія) | 26    |
| Canada (Canadian Hot 100)                 | 70    |
| Canada Country (Billboard)                | 26    |
| Scotland (Official Charts Company)        | 45    |
| UK Download (Official Charts Company)     | 64    |
| US Adult Contemporary (Billboard)         | 12    |
| US Hot Country Songs (Billboard)          | 33    |
| US Country Airplay (Billboard)            | 36    |

## Історія релізів
| Країна          | Дата           | Формати                | Лейбл             | Виноски |
| --------------- | -------------- | ---------------------- | ----------------- | ------- |
| Різні           | 15 червня 2017 | цифрове завантаження   | Mercury Nashville | [ 1 ]   |
| Італія          | 15 червня 2017 | Contemporary hit radio | Universal         | [ 2 ]   |
| Велика Британія | 15 червня 2017 | Hot adult contemporary | Virgin EMI        |         |
| США             | 19 червня 2017 | Country radio          | Mercury Nashville | [ 3 ]   |